# راس الشمال (نيوزيلندا)

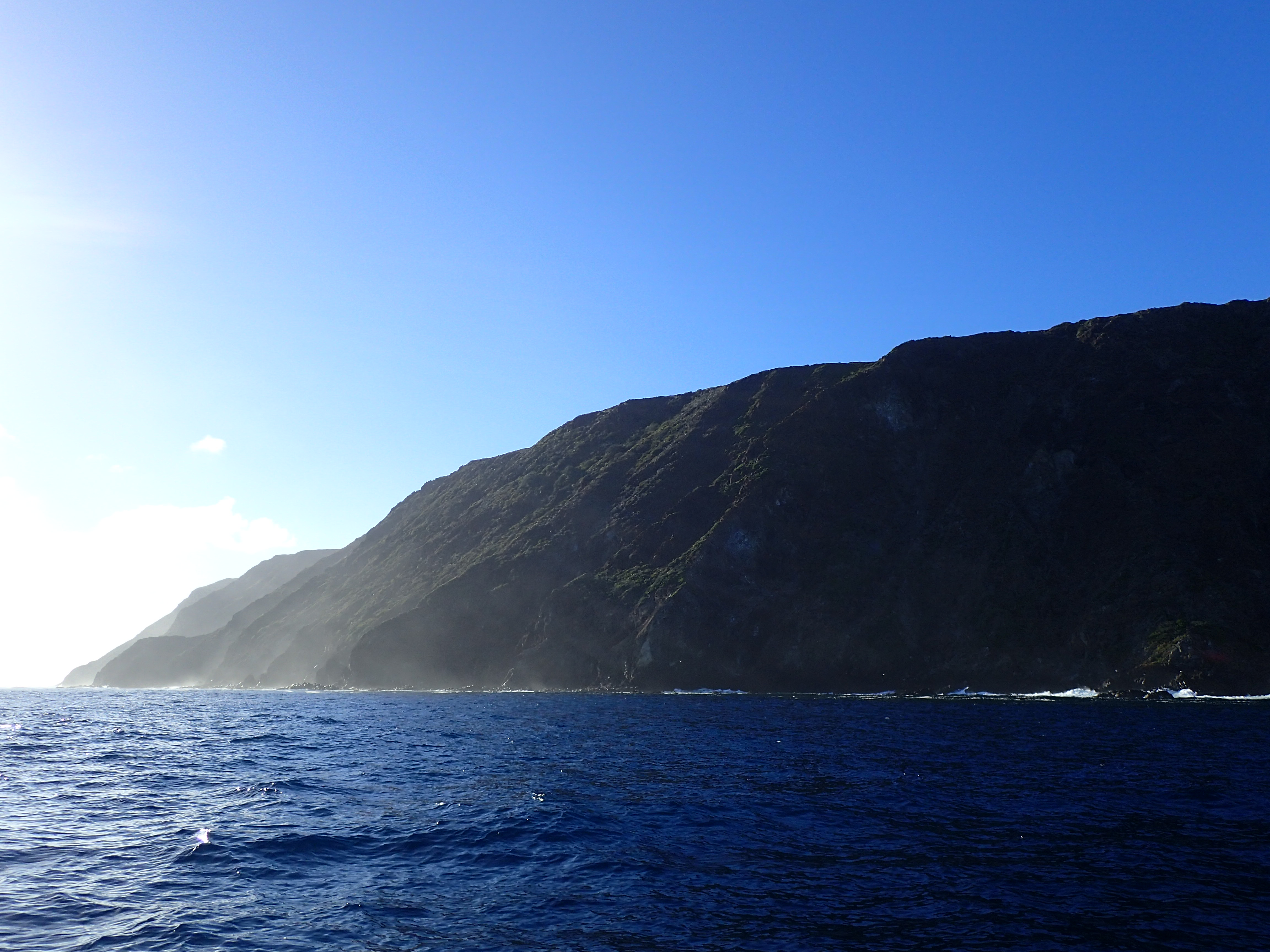
منحدرات سورفيل ، من الشمال الغربي

 يقع راس الشمال بالإنجليزية نورث كيب في الطرف الشمالي شبه جزيرة نورثلاند في الجزيرة الشمالية لنيوزيلندا. وتقع على بعد 30 كم شمال كيب رينجا. يستخدم اسم North Cape في بعض الأحيان للإشارة فقط إلى الرأس المعروف عند الماوري باسم Otou والذي يطل على جزيرة موريموتو، وأحيانًا فقط إلى النقطة الشرقية من جزيرة موريموتو. كما أنها تستخدم للإشارة إلى الرأس الأكبر بأكمله الذي يمتد حوالي خمسة كيلومترات من جزيرة موريموتو غربًا إلى كير بوينت (نجاتواتا)، وهي أقصى نقطة في شمال نيوزيلندا في البر الرئيسى، على بعد حوالي ثلاثة كيلومترات شمالا من كيب رينجا. تم تسمية راس الشمال وهو أحد الرؤوس النيوزيلندية الاربعة ب اتجاه سماوي من قبل جيمس كوك قائد سفينة انديفور في رحلته عام 1769- 1770 في وقت كان تسمية الرؤوس الأخرى الرأس الجنوبي وهو أحد رؤوس الجغرافية الكبرى، الرأس الشرقي والرأس الغربي.